# Pavao Pavličić
Pavao Pavličić (ur. 16 sierpnia 1946 w Vukovarze) – chorwacki pisarz, eseista, scenarzysta, krytyk literacki i tłumacz. Zawodowo zajmuje się badaniami literackimi nad starszą literaturą chorwacką, a oprócz tego pisze powieści kryminalne oraz książki dla dzieci.
Pavao Pavličić urodził się i wychował w Vukovarze. W latach 1965–1969 studiował komparatystykę literacką i język włoski na uniwersytecie w Zagrzebiu. Tam też od 1970 r. pracuje na wydziale komparatystyki literackiej. Jest autorem studiów teoretycznoliterackich (W tym m.in. Književna genologija – 1983; Stih i značenje; Zagreb – 1993; Hrvatski dramski stih – 2000), oraz opracowań, poświęconych problematyce starszej literatury chorwackiej (m.in. Rasprave o hrvatskoj baroknoj književnosti – 1978; Poetika manirizma – 1988; Barokni stih u Dubrovniku – 1995; Studije o Osmanu – 1996; Barokni pakao: rasprave iz hrvatske književnosti – 2003 i in.).
Jako pisarz jest bardzo aktywny i sięga po rozmaite formy literackie: pisze powieści, opowiadania, felietony, eseje, scenariusze filmowe, itp. Dużą popularność zdobył sobie powieściami kryminalnymi; zyskał sobie nawet przydomek Zagrzebskiego Simenona. W powieściach, które mocno osadzone są w chorwackiej rzeczywistości, dość często nawiązuje do swych zainteresowań naukowych, np. w książce  Koraljna vrata (1990) bohater jest filologiem, który udaje się na wyspę Lastovo w poszukiwaniu starych rękopisów i odnajduje tam zaginione fragmenty poematu Osman Ivana Gundulicia. Pavličić w atrakcyjną, żywo napisaną fabułę chętnie wplata elementy fantastyki.
Pavličić jest współautorem scenariuszy filmów: Ritam zločina – 1981, Treći ključ – 1983, San o ruži – 1986, Osuđeni – 1987, Orao – 1990 oraz Treća žena – 1997 (wraz z Zoranem Tadiciem); Zločin u školi – 1982 (wraz z Branko Ivandą i Ivanem Kušanem); Vukovar se vraća kući – 1994 (wraz z Branko Schmidtem) i Putovanje tamnom polutkom – 1995 (wraz z Davorem Žmegačem).

## Powieści
- 1977 – Plava ruža
- 1978 – Stroj za maglu
- 1979 – Umjetni orao
- 1981 – Večernji akt
- 1982 – Slobodni pad
- 1983 – Eter (1983)
- 1984 – Kraj mandata
- 1985 – Čelični mjesec
- 1986 – Trg slobode
- 1987 – Krasopis
- 1988 – Rakova djeca
- 1989 – Sretan kraj
- 1990 – Koraljna vrata
- 1992 – Rupa na nebu
- 1993 – Nevidljivo pismo
- 1994 – Škola pisanja
- 1995 – Diksilend
- 1995 – Šapudl
- 1996 – Zaborav
- 1998 – Numerus clausus
- 1998 – Pokora
- 1999 – Nepovrat
- 2000 – Pasijans
- 2000 – Pjesma za rastanak
- 2002 – Kronika provincijskog kazališta
- 2002 – Tužni bogataš
- 2003 – Mrtva voda
- 2003 – Melem
- 2004 – Krvnik u kući
- 2004 – Odbor za sreću
- 2005 – Zmijska serenada